# Cliff Richard

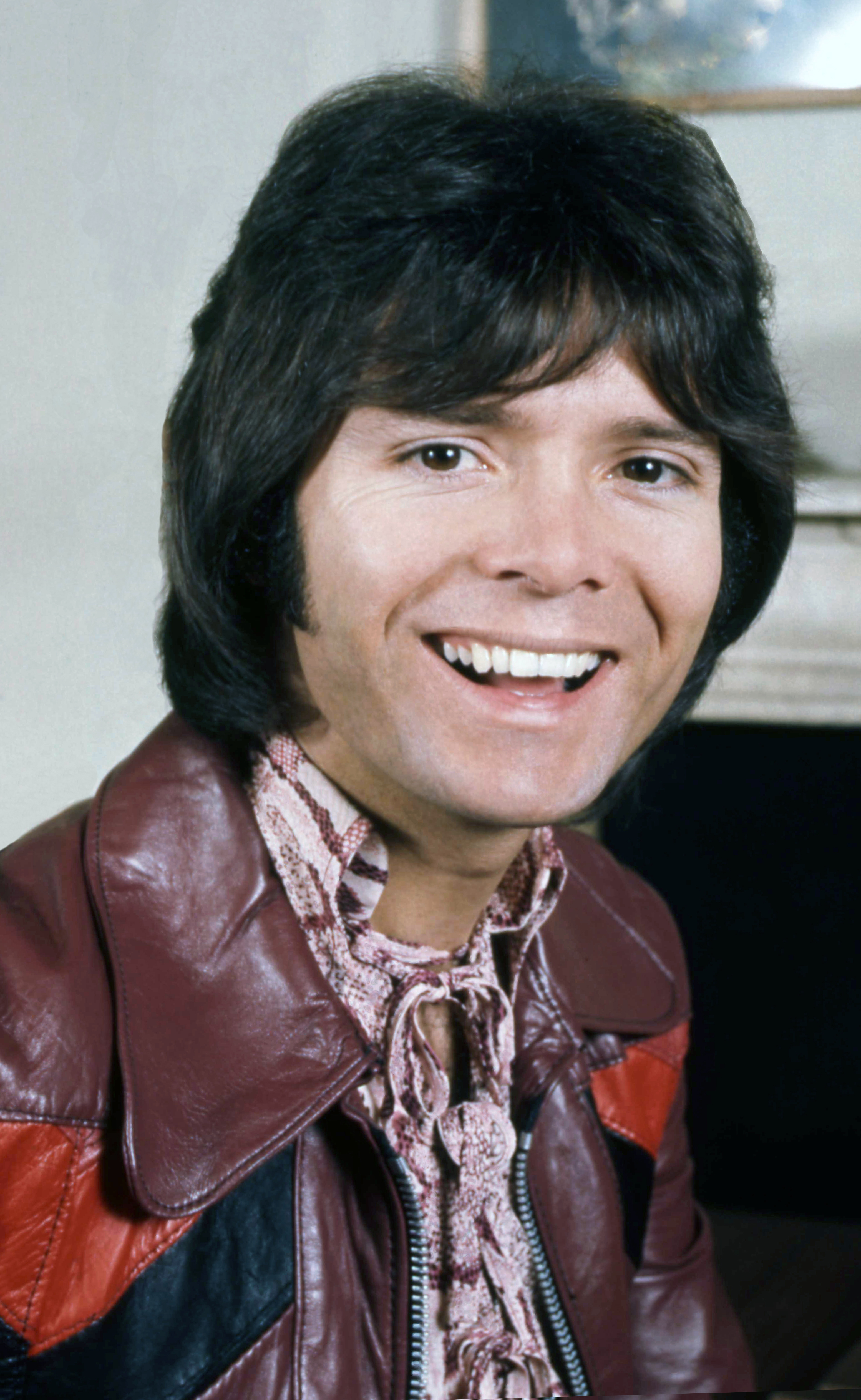
Cliff Richard el 1973.

Harry Rodger Peavoy Webb, anomenat Cliff Richard (Lucknow (Imperi Britànic de l'Índia), 14 d'octubre de 1940) és un cantant britànic que ha arribat a vendre 260 milions de còpies dels seus discos a tot el món.
Amb el seu grup The Shadows, Richard va començar com un rebel cantant de rock and roll que, tot seguint les petjades de Little Richard i d'Elvis Presley, va dominar la música popular britànica abans de l'aparició dels Beatles, al pas de la Dècada de 1950 a la Dècada de 1960. El seu èxit de 1958 Move It se sol considerar la primera cançó rock feta al Regne Unit, i John Lennon va dir que "abans d'en Cliff i els Shadows no s'havia sentit res semblant a la música britànica." La seva conversió al cristianisme i la consegüent suavització de la seva música el van fer adoptar una imatge pop més comercial, de vegades fent incursions en el gospel.